# Cheyenne (språk)
Cheyenne (eget namn: Tsėhesenėstsestȯtse) är ett algonkinspråk som talas av cheyenner. Språket anses vara hotat och dess närmaste släktspråk är bl.a. arapaho. Cheyenne har inga kända dialekter.
År 2007 uppskattades språket att ha 2100 talare. Den största delen av talarna är över 50 år och bor i cheyennernas reservat i Montana men det finns också mindre grupper i Oklahoma. Det finns språkundervisning i båda delstaterna.
Språket skrivs med latinska alfabetet. Nya testamentet översattes till cheyenne för första gången år 1934.

## Fonologi

### Konsonanter
|          | Bilabial | Dental | Postaleolar | Velar | Glottal |
| -------- | -------- | ------ | ----------- | ----- | ------- |
| Nasal    | m        | n      |             |       |         |
| Klusil   | p        | t      |             | k     | ʔ       |
| Frikativ | v        | s      | ʃ           | x     | h       |

Källa:

### Vokaler
|           | Främre | Central | Bakre |
| --------- | ------ | ------- | ----- |
| Sluten    |        |         | u     |
| Halvöppen | e      |         |       |
| Öppen     |        | a       |       |

Källa:

## Lexikon och grammatik
Det finns några lexikala skillnader mellan cheyenne som talas i Montana och som talas i Oklahoma. Till exempel ordet för klockan är "éše'he" i Montana som kommer från ordet för en dag medan i Oklahoma är det "ko'ko'ėhaseo'o" (bokstavligen "en tickande sak").
Räkneord 1-10 på cheyenne:
| 1        | 2    | 3     | 4    | 5    | 6        | 7       | 8        | 9      | 10      |
| -------- | ---- | ----- | ---- | ---- | -------- | ------- | -------- | ------ | ------- |
| na’êstse | neše | na’he | neve | noho | naesohto | nésohto | na’nohto | sóohto | mâhohto |